# 蟻ケ崎台
蟻ケ崎台（ありがさきだい）は長野県松本市の市街地の北西にある地名。丁番を持たない単独町名である。住居表示実施済、面積は0.104km2。高台にあり住宅地となっている。地形的には城山の東側の中腹にあたり坂の傾斜が急である。

## 歴史
江戸時代には周辺地域と一緒に蟻ヶ崎村を構成していたが、耕作に適さないため人家もなく雑木林が広がっていた。以前は大字蟻ケ崎の一部だったが、人口が増えたため1991年（平成3年）11月5日に独立した。1990年11月5日に住居表示実施。

## 交通
バス路線は城山線が通っており、地区の案内板前に蟻ケ崎台停留所と廃校前に蟻ケ崎五丁目停留所があり、地域の足となっているがこの地区にバス路線が敷かれたのは2008年（平成20年）12月16日の事でそれまでは城山寄りに種畜場口か地区を下った場所道路沿いに北蟻ケ崎停留所しかなかったという。元々城山線は松電バスが公表した廃止路線の一つとして挙げていたが市が赤字分を補填してアルプス公園から帰った後、種畜場口で放光寺地区へは寄らずに復路のみ蟻ケ崎台を通る経路に変更された上に便数も4本から朝9時台と午後3時台の2本に減らされたが以前通り毎日運行される。つまり、城山公園口〜放光寺口〜アルプス公園～種畜場口を往路とし、種畜場口〜蟻ケ崎台〜城山公園口が復路となったという。

## 世帯数と人口
2018年（平成30年）10月1日現在の世帯数と人口は以下の通りである。
| 町丁     | 世帯数  | 人口  |
| -------- | ------- | ----- |
| 蟻ケ崎台 | 234世帯 | 506人 |